# Amakusanthura longiantennata
Amakusanthura longiantennata är en kräftdjursart som beskrevs av Nunomura 1977. Amakusanthura longiantennata ingår i släktet Amakusanthura och familjen Anthuridae. Inga underarter finns listade i Catalogue of Life.